# Jeff Moe
Jeff Moe (Indianapolis, Indiana; 19 de mayo de 1966) es un exjugador de baloncesto estadounidense que disputó una temporada en la CBA. Con 1,90 metros de estatura, jugaba en la posición de base.

## Trayectoria deportiva

### Universidad
Jugó durante cuatro temporadas con los Hawkeyes de la Universidad de Iowa, en las que promedió 9,5 puntos, 2,1 rebotes y 1,6 asistencias por partido.

### Profesional
Fue elegido en la cuadragésimo segunda posición del Draft de la NBA de 1988 por Utah Jazz, con quiener realizó la pretemporada, jugando un único partido en la misma ante Los Angeles Lakers, tras el cual fue despedido.
Jugó posteriormente una temporada con los Cedar Rapids Silver Bullets de la CBA, tras la cual se retiró definitivamente.